# Meatball Wiki
Meatball Wiki je wiki zaměřená na online komunity, kulturu a hypermédia. Byla založena v roce 2000 Sunirem Šáhem a jako software používá upravenou verzi UseModWiki. Původně měla shromažďovat informace o komunitních hypertextových médiích (např. wiki jako Wikipedie či mnohé další), ovšem v současnosti se zabývá tématy od duševního vlastnictví po cyberpunk.
Původně měla Meatball Wiki nabízet postřehy a názory o různých wiki stránkách a komunitách kolem nich. Jako jeden z klíčových konceptů představuje „stavbu stáje“, kdy se komunita shromáždí a zapojí se do realizace konkrétního cíle. V důsledku této v podstatě společenské události se členové komunity lépe poznají a sblíží. Dalším významným konceptem je „měkká bezpečnost“ - komunita není svázána striktními pravidly a technickými prostředky, ale spoléhá na dobrou vůli přispěvatelů a průhledný systém.